# Ferien unter Palmen
Ferien unter Palmen (Originaltitel: Holiday in the Sun) ist eine US-amerikanische Filmkomödie aus dem Jahr 2001. Regie führte Steve Purcell, das Drehbuch schrieben Brent Goldberg und David Wagner.

## Handlung
Die Eltern von Alex und Madison Stewart untersagen den Töchtern die Winterferien in Hawaii. Stattdessen fliegt die Familie auf die Bahamas und bewohnt eine luxuriöse Freizeitanlage. Die Schwestern lernen gleichaltrige Jungs kennen; Alex findet den in der Ferienanlage arbeitenden Jordan Landers attraktiv, um den Brianna Wallace wirbt. Madison trifft sich mit Scott.
Die Schwestern geraten an eine Organisation von Schmugglern für gestohlene Antiquitäten. Landers wird irrtümlich festgenommen. Die Schwestern entlarven die Bande.

## Kritiken
Barbara Shulgasser von Common Sense Media bezeichnete den Film als einen „blöden Urlaubsfilm“, in dem die Olsen-Zwillinge Artefakte retten. („Olsen twins save artifacts in dopey vacation movie.“) „Als Reisebericht, als Videoaquarium und vor allem als Film für junge jugendliche Mädchen ist der Film erfolgreich.“ („As a travelogue, as a video aquarium and, most of all, as a film for young preteen girls, the movie succeeds“), schreibt Steve Rhodes von Internet Reviews.
Der All Movie Guide schreibt, der Film „hält das gesunde Image der Olsen-Zwillinge aufrecht, während er ihnen erlaubt, ein wenig erwachsen zu werden“. („This movie sustains the wholesome image of the Olsen twins, while allowing them to grow up a little bit.“)

## Hintergründe
Der Film wurde auf den Bahamas – in Nassau und auf Paradise Island – gedreht. Er wurde in den USA am 20. November 2001 veröffentlicht. Die britische, ungarische und schwedische Premiere fanden im Fernsehen statt.
Die Schauspielerin Megan Fox debütierte in diesem Film.